# Liste der Abgeordneten zum Kärntner Landtag (25. Gesetzgebungsperiode)
Diese Liste der Abgeordneten zum Kärntner Landtag (25. Gesetzgebungsperiode) listet alle Abgeordneten zum Kärntner Landtag in der 25. Gesetzgebungsperiode auf. Die Gesetzgebungsperiode dauerte von der konstituierenden Sitzung des Landtags am 30. Oktober 1984 bis zur Angelobung des nachfolgenden Landtags in der 26. Gesetzgebungsperiode am 21. April 1989.
Nach der Landtagswahl 1984 entfielen von den 36 Mandaten 20 Mandate auf die Sozialistische Partei Österreichs (SPÖ), die damit unverändert blieb und erneut die absolute Mehrheit erzielte. Die Österreichische Volkspartei (ÖVP) verlor hingegen ein Mandat und stellte nur noch elf Mandate während die Freiheitliche Partei Österreichs (FPÖ) ihren Mandatsstand um ein Mandat auf fünf Mandate erhöhen konnte.
Der Landtag wählte am 30. Oktober 1984 die Landesregierung Wagner IV, der am 27. September 1988 die Landesregierung Ambrozy nachfolgte.

## Funktionen

### Landtagsabgeordnete
| Name                   | Fraktion | Anmerkungen                                                          |
| ---------------------- | -------- | -------------------------------------------------------------------- |
| Altersberger Reinhilde | ÖVP      |                                                                      |
| Ambrozy Max Peter      | SPÖ      |                                                                      |
| Bacher Ingeborg        | SPÖ      |                                                                      |
| Behmer Dieter          | SPÖ      |                                                                      |
| Blaschitz Valentin     | SPÖ      | ab 18. Dezember 1986 für Anton Leikam                                |
| Freunschlag Jörg       | FPÖ      | bis 18. Dezember 1986                                                |
| Frey Herbert           | ÖVP      |                                                                      |
| Frühbauer Erwin        | SPÖ      | Mandatsverzicht am 30. Oktober 1984 nach Wahl in die Landesregierung |
| Gallob Rudolf          | SPÖ      | Mandatsverzicht am 30. Oktober 1984 nach Wahl in die Landesregierung |
| Gasser Hans            | ÖVP      | bis 17. Dezember 1986                                                |
| Haider Jörg            | FPÖ      | Mandatsverzicht am 30. Oktober 1984 nach Wahl in die Landesregierung |
| Hausenblas Gerhard     | SPÖ      |                                                                      |
| Hofer Herwig           | ÖVP      |                                                                      |
| Holzfeind Hans         | FPÖ      | ab 18. Dezember 1986 für Jörg Freunschlag                            |
| Kampl Siegfried        | FPÖ      |                                                                      |
| Koffler Karl           | ÖVP      |                                                                      |
| Koschat Josef          | SPÖ      |                                                                      |
| Lanner Nikolaus        | ÖVP      |                                                                      |
| Leikam Anton           | SPÖ      | bis 17. Dezember 1986                                                |
| Lexer Reinhold         | ÖVP      | ab 4. Juli 1986 für Harald Scheucher                                 |
| Manessinger Konrad     | SPÖ      |                                                                      |
| Mischitz Gertrude      | SPÖ      |                                                                      |
| Mölschl Josef          | ÖVP      |                                                                      |
| Moser Rosl             | SPÖ      | ab 28. September 1988, bis 16. Februar 1989                          |
| Paska Erwein           | SPÖ      |                                                                      |
| Penz Siegfried         | SPÖ      |                                                                      |
| Pfeifer Josef          | SPÖ      |                                                                      |
| Poleßnig Josef         | SPÖ      |                                                                      |
| Polster Hubert         | ÖVP      | ab 18. Dezember 1986 für Hans Gasser, bis 28. Februar 1989           |
| Prettner Franz         | SPÖ      |                                                                      |
| Quantschnig Josef      | SPÖ      |                                                                      |
| Rauscher Max           | SPÖ      | Mandatsverzicht am 30. Oktober 1984 nach Wahl in die Landesregierung |
| Sandrisser Josef       | SPÖ      |                                                                      |
| Schantl Josef          | SPÖ      |                                                                      |
| Schatzmayr Helmut      | SPÖ      |                                                                      |
| Scheucher Harald       | ÖVP      | bis 4. Juli 1986                                                     |
| Schiffrer Rupert       | FPÖ      |                                                                      |
| Schretter Fritz        | FPÖ      |                                                                      |
| Trattnig Kriemhild     | FPÖ      |                                                                      |
| Unterrieder Adam       | SPÖ      |                                                                      |
| Uster Leo              | ÖVP      |                                                                      |
| Vanek Elfriede         | SPÖ      |                                                                      |
| Westritschnig Wilfried | ÖVP      |                                                                      |
| Wulz Karl              | SPÖ      |                                                                      |
| Wurmitzer Georg        | ÖVP      |                                                                      |